# Vireo pallens
A Vireo pallens a madarak osztályának verébalakúak (Passeriformes) rendjébe és a lombgébicsfélék (Vireonidae) családja tartozó faj.

## Rendszerezése
A fajt Osbert Salvin angol ornitológus írta le 1863-ban.

## Alfajai
- Vireo pallens angulensis Parkes, 1990
- Vireo pallens browningi A. R. Phillips, 1991
- Vireo pallens nicoyensis Parkes, 1990
- Vireo pallens ochraceus Salvin, 1863
- Vireo pallens pallens Salvin, 1863
- Vireo pallens paluster R. T. Moore, 1938
- Vireo pallens salvini van Rossem, 1934
- Vireo pallens semiflavus Salvin, 1863
- Vireo pallens wetmorei A. R. Phillips, 1991[2]

## Előfordulása
Mexikó, Belize, Costa Rica, Guatemala, Honduras, Nicaragua és Salvador területén honos. A természetes élőhelye szubtrópusi és trópusi síkvidéki esőerdők, száraz erdők, mangroveerdők és cserjések. Állandó, nem vonuló faj.

## Megjelenése
Testhossza 11-12 centiméter, testtömege 9-13 gramm.

## Természetvédelmi helyzete
Elterjedési területe nagy, egyedszáma ismeretlen. A Természetvédelmi Világszövetség Vörös listáján nem fenyegetett fajként szerepel.

## Külső hivatkozások
- Képek az interneten a fajról
- Xeno-canto